# Georg-Christoph-Lichtenberg-Preis

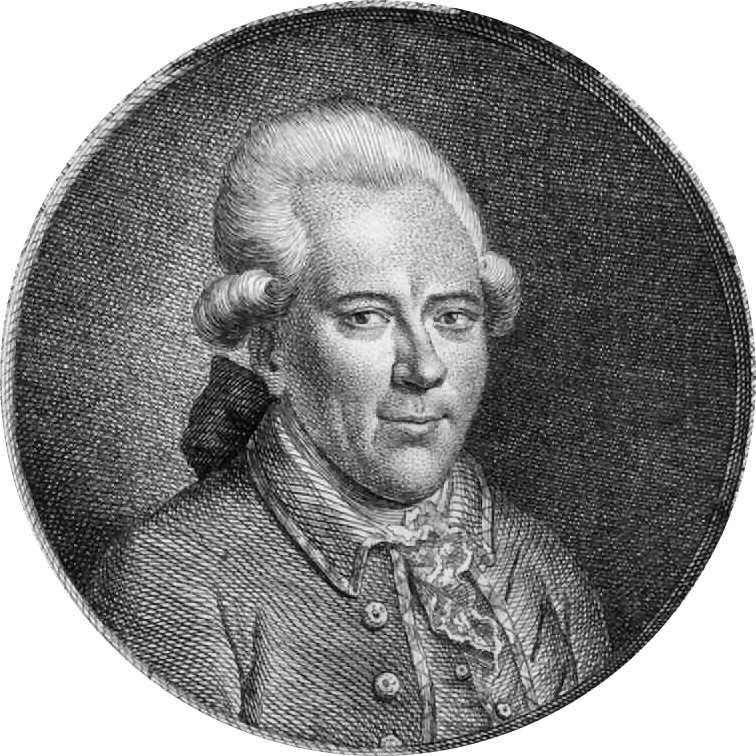
Georg Christoph Lichtenberg

Der Georg-Christoph-Lichtenberg-Preis wird alle zwei Jahre vom Landkreis Darmstadt-Dieburg verliehen, abwechselnd für Literatur (seit 1987) und bildende Kunst (seit 1979).
Neben einer Urkunde erhält der Preisträger eine Dotation in Höhe von zurzeit 10.000 Euro, wobei bei zwei Kandidaten auch eine Teilung in Frage kommt. Eine 14-köpfige Jury trifft eine Vorauswahl der eingereichten Werke, wobei keine thematische Eingrenzung oder eine Fixierung auf eine literarische Gattung existiert.
Benannt ist der Preis nach dem in Ober-Ramstadt geborenen Physiker und Schriftsteller der Aufklärung Georg Christoph Lichtenberg (1742–1799).

## Preisträger für bildende Kunst
sind u. a.
- Esteban Fekete (1979)
- Rainer Lind (1986)
- Barbara Beisinghoff (1988)
- Detlef Kraft (1992)
- Gerd Winter (1994)
- Matthias Will (1996)
- Helga Griffths (1998)
- Klaus Lomnitzer (2005)
- Martin Konietschke (2009)
- Kurt Wilhelm Hofmann (2013)[1]
- Joachim Kuhlmann (2018)[2]
- Sieglinde Gros (2022)[3]

## Preisträger für Literatur
sind u. a.
- Ursula Teicher-Maier (1987)
- Mechthild Curtius (1989)
- Iris Anna Otto (1991)
- Susanne Mischke (1996)
- Rainer Wieczorek (1997)
- Silke Andrea Schuemmer (1999)
- Philip Meinhold (2003)
- Peter Kurzeck (2007)
- Andreas Maier (2011)
- Silke Scheuermann (2017)[4]
- Kurt Drawert (2020)[5]
- Deniz Ohde (2024)[6]